# Ingrediente secreto

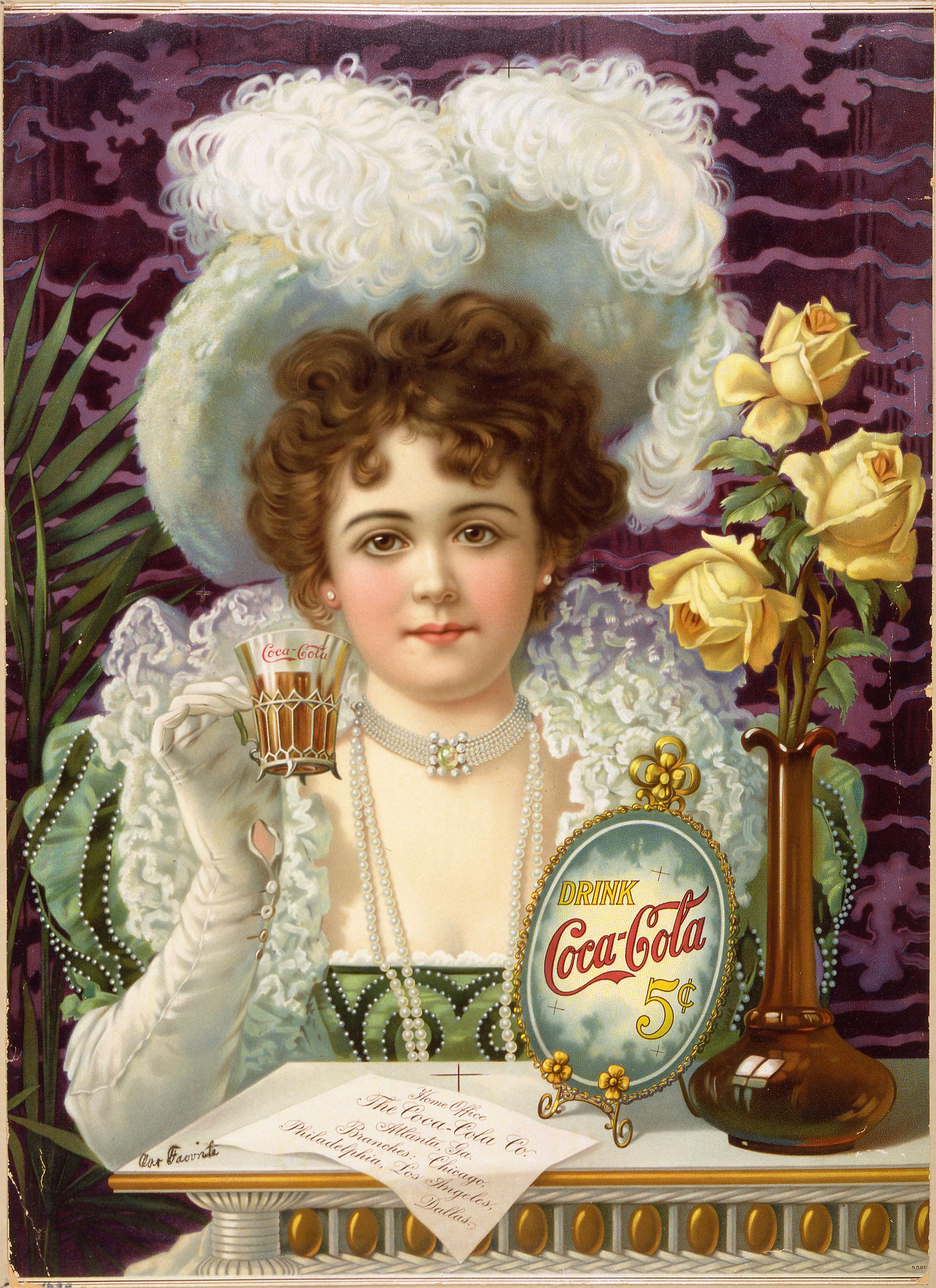
Anúncio da Coca-Cola dos anos 1890.

Um ingrediente secreto é um componente de um produto mantido fora do conhecimento público para assegurar uma vantagem competitiva. Às vezes, o ingrediente faz uma diferença notável no modo como um produto se comporta, na aparência ou no gosto; às vezes, isso serve apenas aos interesses publicitários. As empresas podem recorrer a vários expedientes para manter segredo, tais como embalar ingredientes num lugar, misturá-los parcialmente em outro e renomeá-los para embarque num terceiro local, e assim por diante. Os ingredientes secretos normalmente não são patenteados porque isto faria com que fossem divulgados, mas recebem a proteção de leis de segredo comercial. Geralmente, dos empregados que precisem lidar com o ingrediente secreto, exige-se que assinem um acordo de não divulgação.

## Ingredientes secretos famosos
- Merchandise 7X: o "ingrediente secreto" da Coca Cola. O ingrediente tem permanecido em segredo desde sua invenção em 1886. A descrição do ingrediente é mantida num cofre bancário no Trust Co. Bank em Atlanta, Geórgia. Somente duas pessoas na empresa conhecem a fórmula, a qualquer tempo.
- A receita secreta do coronel: criada pelo Coronel Sanders da KFC nos anos 1930. A receita, que costumava ser citada como contendo "onze ervas e temperos", permanece trancada num cofre em Louisville, Kentucky.[1]
- Molho especial: uma variação do Thousand Island dressing, usado no preparo do hambúrguer Big Mac do McDonald's.